# Крупка довгостовпчикова
Крупка довгостовпчикова (Draba cuspidata) — вид квіткових рослин родини капустяних (Brassicaceae).

## Біоморфологічна характеристика
Це багаторічна рослина 5–12 см заввишки. Пелюстки 10 мм завдовжки. Стручечки густо запушені жорсткими волосками, довгасто-яйцюваті, 6–10 мм завдовжки, загострені, з довгим, до 7 мм завдовжки ниткоподібним, іноді зігнутим стовпчиком.

## Поширення
Ендемік Криму.
В Україні росте на кам'янистих і скелястих місцях — у гірському Криму (верхньому поясі і особливо в яйлі), нерідко.

## Використання
Декоративна рослина.